# جيمس ليزلي (سياسي)
جيمس ليزلي (بالإنجليزية: James Leslie)‏ هو سياسي بريطاني، ولد في 1 مارس 1958، وتوفي في 22 فبراير 2009 في كوستاريكا بسبب نوبة قلبية. حزبياً، نشط في حزب ألستر الوحدوي. في انتخابات الجمعية التشريعية لأيرلندا الشمالية، 1998 ‏، انتخب عضو الجمعية التشريعية الأولى لأيرلندا الشمالية عن دائرة شمال أنترم ‏ وقد انضم خلال فترته النيابية ‏ (25 يونيو 1998 – 28 أبريل 2003) للكتلة البرلمانية حزب ألستر الوحدوي.